# Bauhinia chalcophylla
Bauhinia chalcophylla är en ärtväxtart som beskrevs av L.Chen. Bauhinia chalcophylla ingår i släktet Bauhinia och familjen ärtväxter. Inga underarter finns listade i Catalogue of Life.